# Diphyus turcomanus
Diphyus turcomanus är en stekelart som först beskrevs av Otto Schmiedeknecht 1930.  Diphyus turcomanus ingår i släktet Diphyus och familjen brokparasitsteklar. Inga underarter finns listade i Catalogue of Life.